# Сарекенов, Кабидолла Зулкашевич
Кабидолла Зулкашевич Сарекенов (род. 7 января 1942, с. Шоктыбай (ныне Чингирлауского района Западно-Казахстанской области Казахстана) — казахский учёный, металлург, профессор, доктор технических наук (2005), член-корреспондент Национальной инженерной Академии Республики Казахстан (2004). Лауреат Государственной премии Республики Казахстан в области науки и техники (2003).

## Биография

### Образование
В 1966 окончил Карагандинский политехнический институт, в 1968 — завод ВТУЗ при Карагандинском металлургическом комбинате. В 1968—1974 обучался в аспирантуре при химико-металлургическом институте Академии наук Казахской ССР.

### Трудовая деятельность
В 1960—1968 работал чугунщиком, горновым доменного цеха Карагандинского металлургического комбината. В 1974—1978 — газовщиком, затем производственным мастером доменного цеха города Темиртау.
Позже на партийной работе. В 1978—1985 — заместитель секретаря парткома Карагандинского металлургического комбината, секретарь райкома Компартии Казахстана, горкома города Темиртау.
В 1985—1988 работал председателем горисполкома Темиртау.
В 1988—1991 — начальник научно-технического управления Госснаба Казахской ССР, в 1991—1997 — главный менеджер корпорации КРАМДС, Президент АО «КРАМДС-Стом».
В 1997—2001 возглавлял Налоговый комитет г. Астана Министерства государственных доходов Республики Казахстан.
Председатель Агентства, Комитета по государственным материальным резервам Министерства по чрезвычайным ситуациям Республики Казахстан с января 2001 по декабрь 2007 года.
С конца 2007 на пенсии. В 2008 продолжил работу главным научным сотрудником химико-металлургического института имени Д. Абишева.

### Семья
Отец известного казахстанского дипломата Данияра Сарекенова.

## Научные труды
Автор более 40 научных трудов и одного изобретения в области чёрной металлургии.
- Газалиев А. М., Акбердин А. А., Сарекенов К. З., Конуров У.К. Компьютерное моделирование процессов доменной плавки. — Караганды: Издательство КарГТУ, 2015. — 169 с. — ISBN 978-601-296-868-2.
- Сарекенов К. З. Домналық балқытудың компьютерлік есептері. — Караганды: Издательство КарГТУ, 2015. — 160 с. — ISBN 978-601-296-868-2.

## Награды
- Орден «Знак Почёта»
- Орден «Курмет» (2000)
- Орден Парасат (2007),
- Медаль «Астана»
- Медаль «Ветеран труда»
- Медаль «10 лет независимости Республики Казахстан»
- Медаль «10 лет Парламенту Республики Казахстан»
- Медаль «50 лет Целине»
- Медаль «В ознаменование 100-летия железной дороги Казахстана»
- Лауреат Государственной премии Республики Казахстан в области науки и техники (2003).